# (30851) Reißfelder
(30851) Reißfelder – planetoida z pasa głównego asteroid okrążająca Słońce w ciągu 3 lat i 66 dni w średniej odległości 2,16 j.a. Została odkryta 2 października 1991 roku w Karl Schwarzschild Observatory w Tautenburgu przez Freimuta Börngena i Lutza Schmadela. Nazwa planetoidy pochodzi od Güntera Reißfeldera (ur. 1946), niemieckiego lekarza i eksperta w dziedzinie urologii i chirurgii. Została zaproponowana przez Freimuta Börngena. Przed nadaniem nazwy planetoida nosiła oznaczenie tymczasowe (30851) 1991 TD6.